# Józefów (powiat łódzki wschodni)
Józefów – osada w Polsce położona w województwie łódzkim, w powiecie łódzkim wschodnim, w gminie Tuszyn.
W latach 1975–1998 miejscowość należała administracyjnie do województwa piotrkowskiego.